# NS série 1700 (vapeur)
Ne doit pas être confondu avec les locomotives électriques série 1700
Les série 1700 (n°1701 à 1835) sont des locomotives à vapeur de disposition American (220) des Nederlandse Spoorwegen conçues pour les trains rapides et semi-directs. Entre 1914 et 1943, 102 d'entre-elles sont transformées avec une nouvelle chaudière à surchauffe ; les autres renumérotées en 1941 avec des numéros commençant par 13 ou 14 et disparaissent au plus tard en 1947. Les dernières locomotives à surchauffe sont retirés du service commercial en 1957.

## Histoire

### Genèse
À la fin du XIXe siècle, l'augmentation du poids des trains surpasse les capacités des locomotives de disposition 120 série 301-479 construites en grand nombre depuis 1880.
Pour leur succéder et mettre fin aux doubles tractions de locomotives plus anciennes sur les trains de courrier, cinq locomotives dotées d'une grande chaudière sont construites en 1900 en partant de la base des série 800 avec un essieu porteur arrière pour limiter le poids. Les Atlantic série 995-999 se montreront toutefois très décevantes et mal conçues. On en revient donc à la série 800 qui resteront jusqu'en 1910 les plus puissantes locomotives pour express des Staatsspoorwegen.

### Mise au point
Le nouveau modèle est conçu comme une évolution de cette série avec une chaudière plus puissante et un bogie avant remplaçant l'essieu porteur. Comme pour leurs devancières, le châssis est à longerons extérieurs, le foyer Belpaire à sommet carré et la distribution, intérieure, de type Stephenson.
La firme anglaise Beyer-Peacock se charge de la construction des 125 premières entre 1899 et 1906 suivies par dix locomotives assemblées aux Pays-Bas par Werkspoor (nl).
Les premières locomotives de la série ont des hublots ronds sur la face avant de la cabine rapidement remplacées par des baies plus large dont la courbure suit le sommet de la chaudière d'où une forme de cœur renversé. On reconnaît aisément les locomotives à surchauffeur de la série principale par les étroites vitres rectangulaires, conséquence de la chaudière surélevée.

### Carrière et services effectués
L'arrivée des Ten wheel série 700 à partir de 1908 leur enlève les trains les plus lourds, les reléguant souvent à des express légers où elles évincent les locomotives plus anciennes. Leur carrière est toutefois loin d'être conclue.
En 1911, un premier essai de doter une locomotive de la série (la no 856) d'un surchauffeur n'aboutit pas. Les 865 et 889 sont transformées en 1914 avec un surchauffeur différent et leur mécanisme de distribution d'origine est remplacé par une coulisse Walschaert qui impose de positionner la chaudière plus en hauteur. À partir de 1916, une transformation légèrement différente, où la chaudière est déplacée encore plus haut, jette les bases du programme définitif appliqué à 102 exemplaires jusqu'en 1939. Lors de la mise en commun du matériel des SS et HSM qui a lieu en 1921, prélude à la création en bonne et due forme des Nederlandsche Spoorwegen qui attendra 1947, elles sont renumérotées 1701 à 1835.
En 1941, 127 locomotives sont à l'effectif. Afin de distinguer les locomotives à surchauffe de celles en état d'origine, les NS décident de renuméroter ces dernières dans une nouvelle série 1300/1400 : par simple remplacement du second chiffre de leur matricule. 23 seulement sont concernées auxquelles il faut retirer les 1345 et 1392 dotées de la surchauffe en 1942-1943 qui retrouvent donc leurs numéros précédents.
Huit locomotives des deux sous-séries sont perdues à l'issue de la Seconde Guerre mondiale. Les autres jugées réparables reprennent du service jusqu'en 1947 (série 1300/1400) tandis que celles dotées de la surchauffe ne sont retirées du service actif qu'entre 1952 et 1957. Quelques-unes serviront alors de chaudières statiques pour le préchauffage des trains avant d'être à leur tour ferraillées. Aucune n'est préservée.

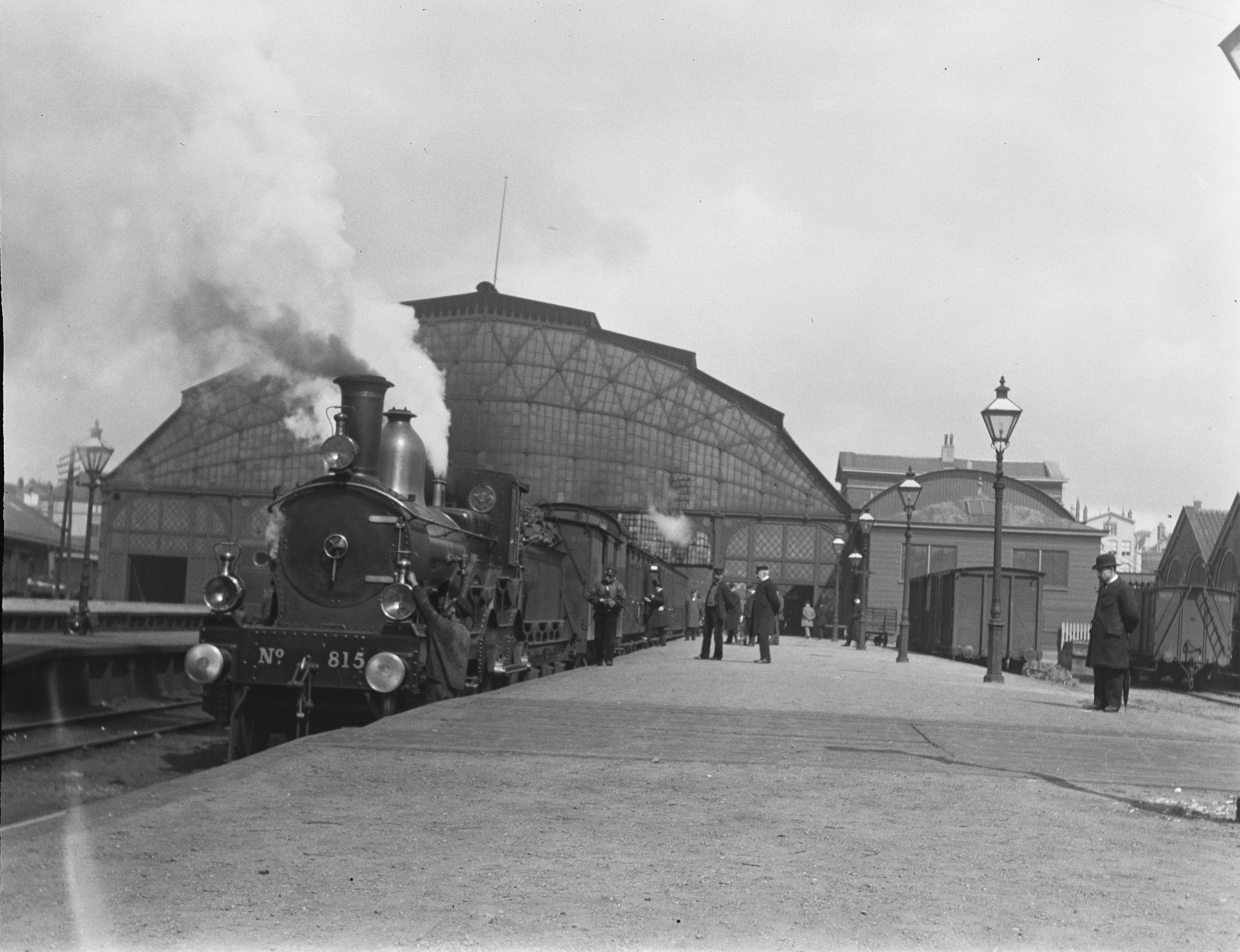
Jacob Olie, La 815 en 1902 devant la gare d'Amsterdam Weesperpoort, photographie, mai 1902.
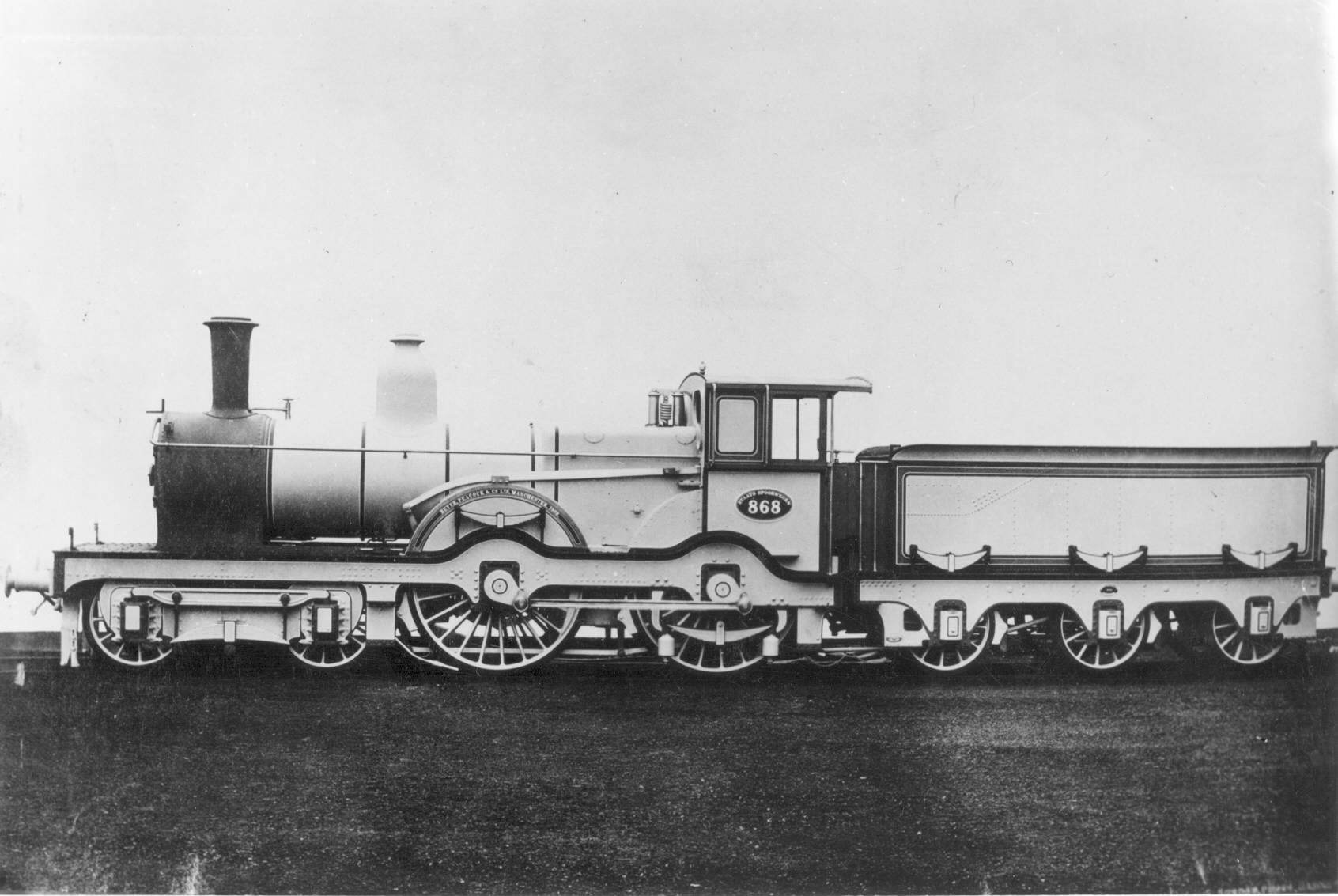
Photo constructeur de la 868, livrée en 1902.
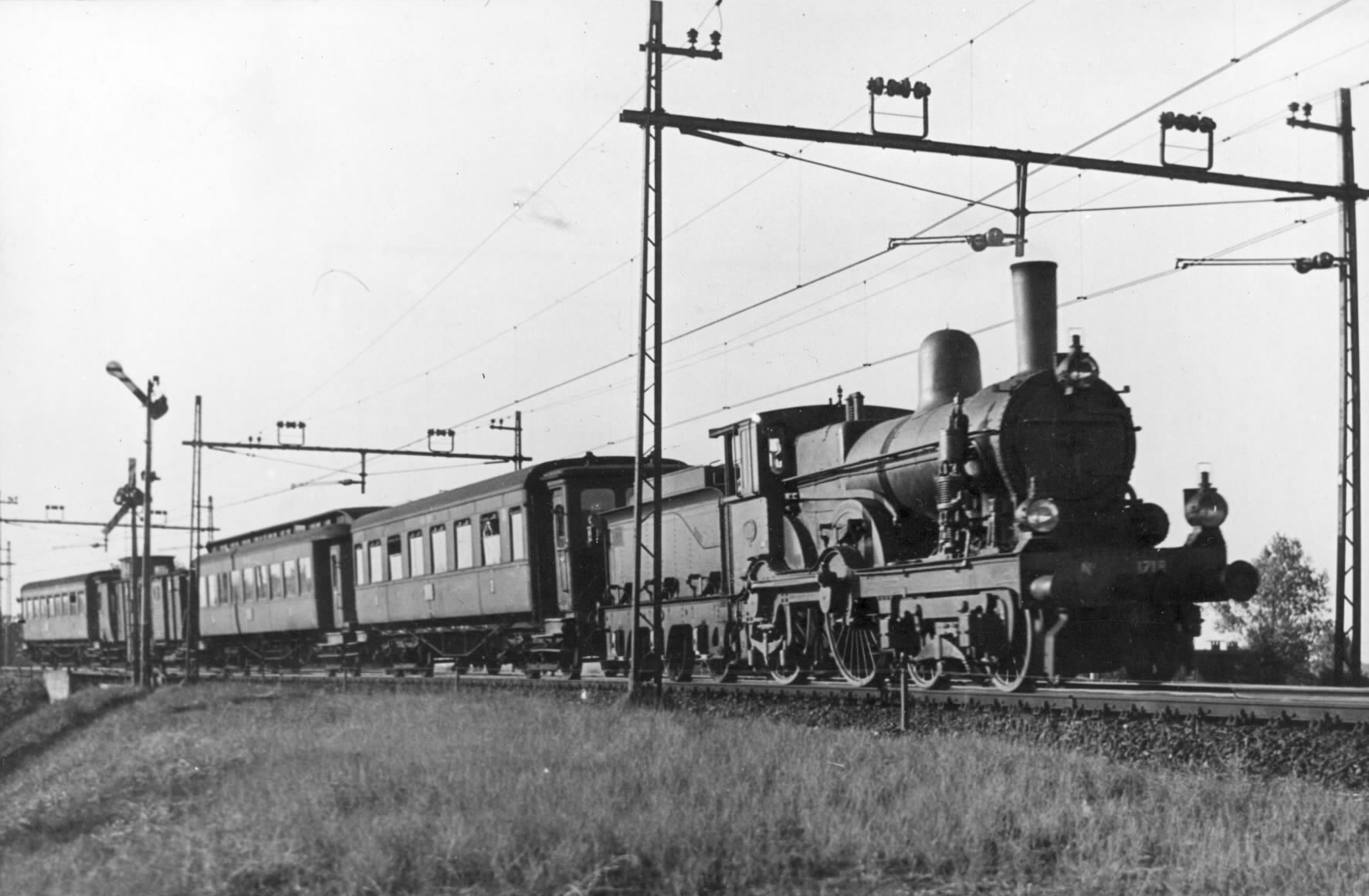
La 1718 remorquant en 1947 le dernier train à vapeur sur la ligne 'Hofplein' (Rotterdam-La Haye).
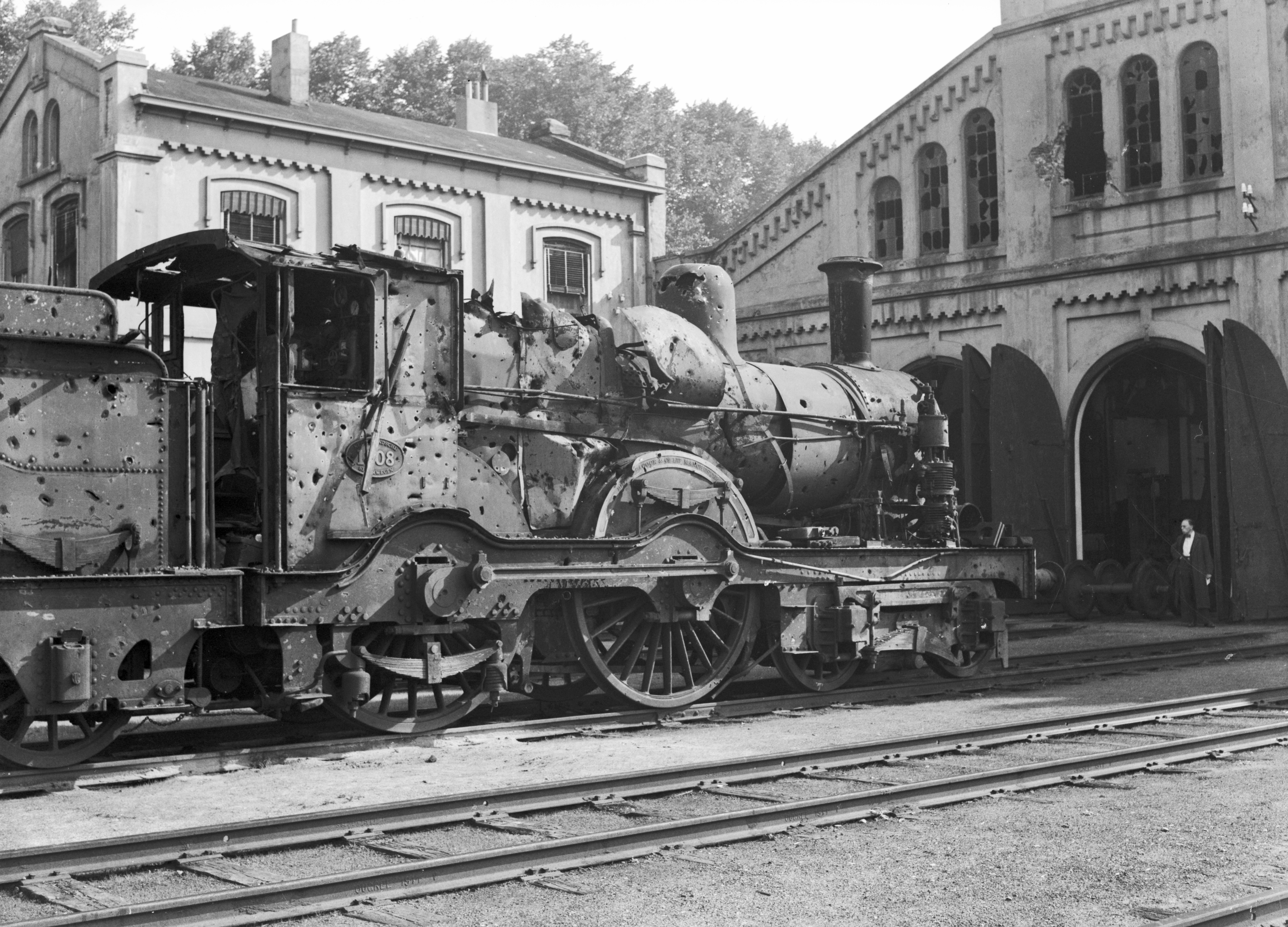
La 1808 en piteux état après la Seconde Guerre.